# القرن 8 ق م
قرن 8 ق.م هو القرن الذي امتد من 800 ق.م إلى 701 ق.م، في هذا القرن تظهر 3 سلالات تحكم مصر القديمة 23 24 وسلالة 25 من نوبية، الإمبراطورية الآشورية تصل إلى عز قوتها حيث تقوم بإسقاط مملكة إسرائيل الشمالية إضافة لسيطرتها على عدة أراضي في بلاد الشام وبلاد بابل ومناطق أخرى.
إنشاء مستعمرات إغريقية على ضفاف البحر الأبيض المتوسط والبحر الأسود. إنشاء مدينة روما في سنة 753 ق م، الحضارة الإتروسكانية تتمدد في إيطاليا، في هذا القرن يبدأ العصر الكلاسيكي القديم، وتقام أول ألعاب أولمبية في سنة 776 ق م، و هوميروس يبدأ بكتابة ملاحمه ما بين سنة 750-650 ق م.
بداية العصر الحديدي الهندي ويتداخل في الفترة الفيدية والأوبانيشاد تبدأ بفلسفة فيدانتا.

## أحداث

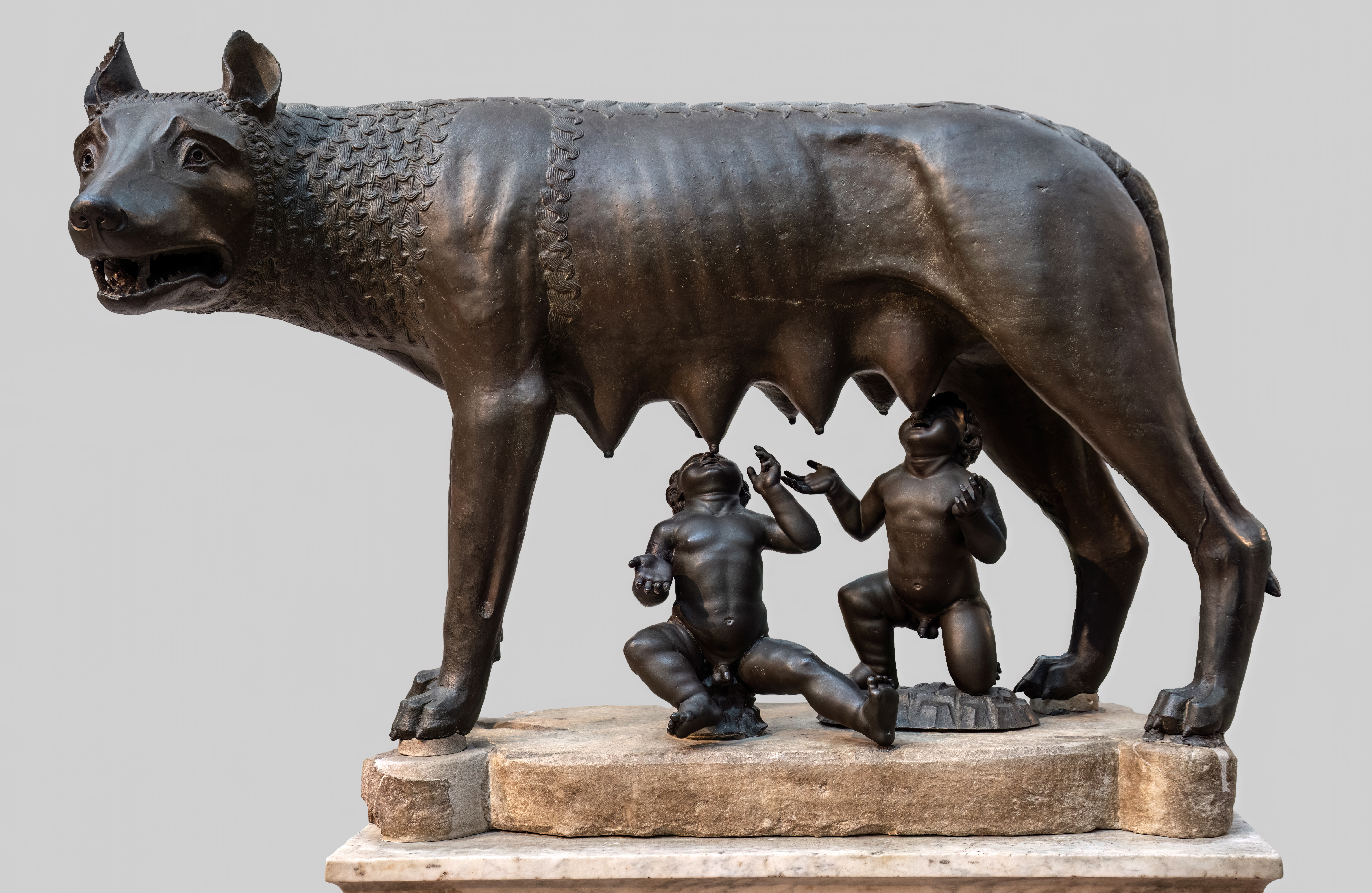
تمثال منحوت يمثل روما.

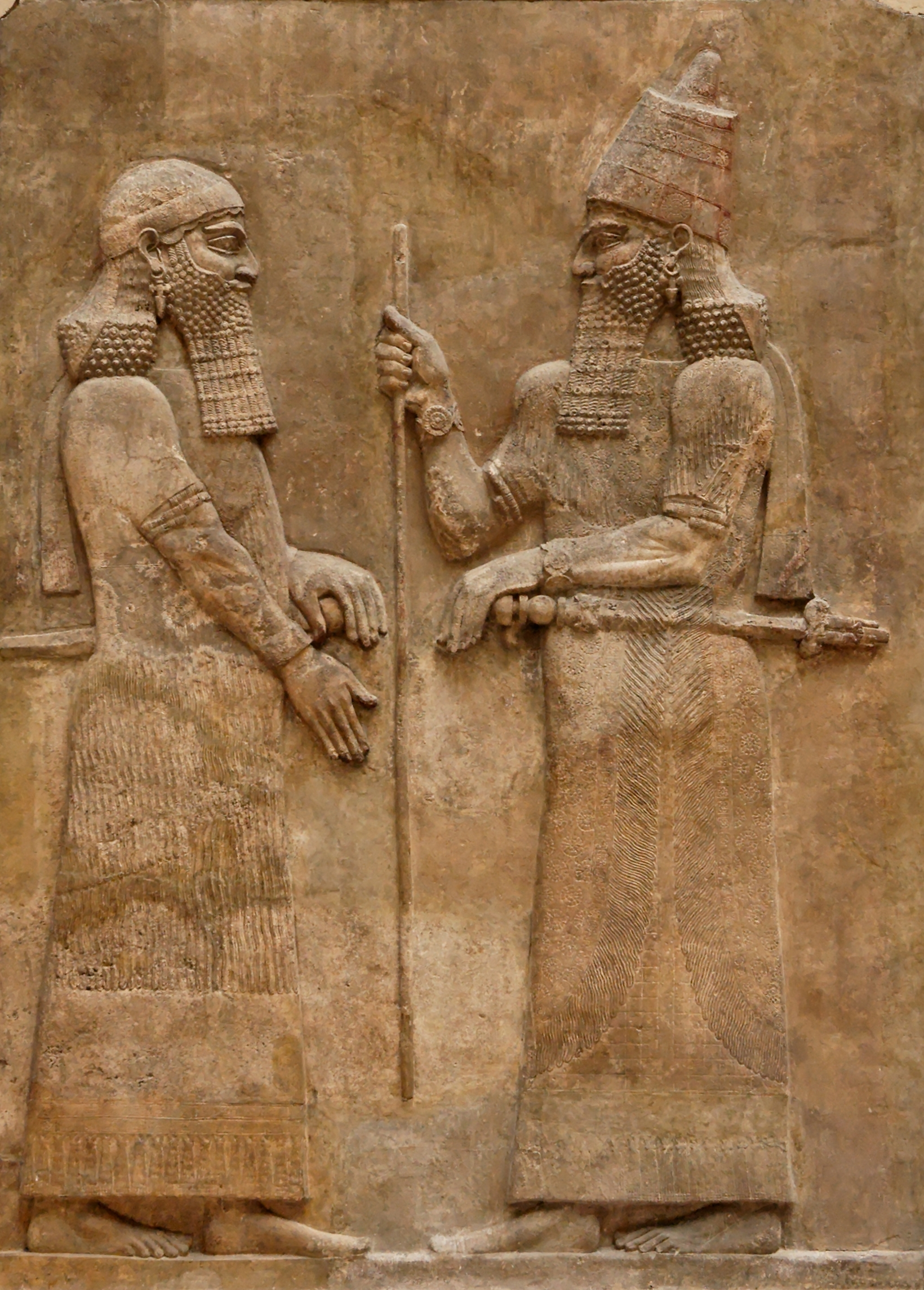
سرجون الثاني مع ملك إسرائيل

- 783 ق م أسست مملكة معين عاصمتها براقش.
- 783 ق م شلمنصر الرابع يستلم حكم آشور من أبيه أدد نيراري الثالث.
- 782 ق م أرغشتيس الأول يبني قلعة إيروبوني في أورارتو لتكون بداية تأسيس مدينة يريفان عاصمة أرمينيا اليوم.
- 780 ق م الصينيون يدونون أول ظاهرة كسوف شمسي في التاريخ.
- 773 ق م آشور دان الثالث يستلم حكم آشور بعد وفاة أخيه شلمنصر الرابع.
- 763 ق م كسوف شمسي يضرب الشرق الأوسط القديم.
- 760 ق م بناء أول أشكال للمتحف في مدينة آرغوس في اليونان القديمة.
- 756 ق م بناء مدينة كيزيكوس في بلاد اليونان.
- 755 ق م آشور نيراري الخامس يستلم حكم آشور بدل من آشور دان الثالث.
- 753 ق م تدشين مدينة روما من قبل رومولوس ورموس وبدأ التقويم الروماني.
- 747 ق م نبوناصر يستلم الحكم في بابل.
- 747 ق م اللوسيتانيون يبنون مدينة بسكوبين.
- 745 ق م تغلات بلاصر الثالث يستلم حكم الإمبراطورية الآشورية.
- 740 ق م آحاز يستلم حكم مملكة يهوذا.
- 740 ق م الملك الاشوري تغلات بلاصر الثالث يستولي على مدينة عرباد الارامية أن حاصرها لمدة سنتين.
- 739 ق م الآشوريون يحتلون مدينة دمشق الآرامية.
- 738 ق م تغلات بلاصر الثالث يحتل مملكة إسرائيل (الشمالية) ويبقي الحكم مستمر هناك على شرط دفع الجزية.
- 734 ق م الإغريق يبنون مدينة سيراقوسة في جزيرة صقلية لتكون مستعمرة لهم.
- 730 ق م بعنخي يخلف والده كاشتا في حكم مملكة نبتة في نوبية جنوب مصر.
- 728 ق م بعنخي يحتل مدينة ممفيس عاصمة مصر السلالة خامسة وعشرين.
- 724 ق م بابل تعلن إستقلالها عن آشور.
- 724 ق م الآشوريون يبدئون بحصار مدته 4 سنوات ضد مدينة صور الكنعانية.
- 722 ق م بدأ فترة الربيع والخريف في الصين.
- 722 ق م سرجون الثاني ملك آشور ينهي حكم مملكة إسرائيل (الشمالية) ويسبي ملكها ومعظم سكانها.
- 720 ق م الآشوريون حصارهم على صور بعد فشل دخولهم إلى هناك.
- 718 ق م غيغس يصبح حاكم على ليديا.
- 717 ق م سرجون الثاني يحتل بلاد الحيثيين وعاصمتهم كركميش.
- 717 ق م سرجون الثاني يبني مدينة دور شروكين لتكون عاصمة بلاد آشور.
- 716 ق م حزقيا يستلم الحكم في مملكة يهوذا.
- 718 ق.م نشوب حرب بين مملكة معين ومملكة سبأ.
- 716 ق.م سبأ تؤمن حدودها مع مملكة معين وتنقل عاصمتها إلى مأرب.
- 715 ق م سبأ تتحكم بخط التجارة وتبدأ علاقات دبلوماسية مع آشور.
- 715 ق م الانتهاء من بناء سد مأرب.
- 715 ق م نوما بومبيليوس يستلم روما بعد رومولوس ورموس ويؤسس المملكة الرومانية.
- 706 ق م الإسبرطيين يؤسسون مدينة ترنتو في جنوب شرق شبه الجزيرة الإيطالية.
- 705 ق م سنحاريب يخلف سرجون الثاني في حكم آشور.
- 704 ق م سنحاريب ينقل عاصمة آشور إلى مدينة نينوى.
- 701 ق م سنحاريب يحاصر أورشليم عاصمة مملكة يهوذا بعد أن استولى على عدة مدن في المملكة، وحزقيا ملك يهوذا يستنجد بمساعدة مصر.
- 701 ق م انتهاء عصر الحضارة الفيلانوفية وبدأ عصر الحضارة الإتروسكانية في شمال إيطاليا.

## شخصيات مهمة من القرن 8 ق م
- ميداس ملك فريجيا
- إشعياء نبي يهودي.
- حزقيا ملك يهوذا.
- هسيود شاعر يوناني.
- سنحاريب ملك آشوري.
- رومولوس ورموس بانيا مدينة روما.
- آحاز ملك يهوذا.
- شلمنصر الخامس ملك آشور.
- سرجون الثاني ملك آشور.
- شباكا ملك مصر.
- نبوناصر ملك بابل.